# Юрій Манукян
Юрій Авакович Манукян (вірм. Յուրի  Մանուկյան, 3 січня 1940, Єреван — 7 лютого 2013, там же) — вірменський політичний і державний діяч.

## Життєпис
Народився 3 січня 1940 року в Єревані.
- 1963 — закінчив Вірменський педагогічний інститут імені Х. Абовяна. Педагог-математик.
- 1957—1959 — робочий на Єреванському кришталевому заводі.
- 1963—1965 — директор сільської школи в Араратському районі.
- 1965—1968 — перший секретар райкому ВЛКСМ Ведиського району.
- 1968—1970 — завідувач сектором центрального комітету ЛКСМ Вірменії.
- 1970—1975 — директор юнацького туристичного комплексу.
- 975—1983 — директор Єреванської школи № 59.
- 1983—1991 — керівник відділу народної освіти Спандарянського району.
- 1993—1995 — перший секретар Спандарянського райкому КПВ.
- 1997—2001 — перший секретар міськради АЦК.
- 30 травня 1999 — обраний депутатом національних зборів Вірменії. Член постійної комісії з питань науки, освіти, культури та молоді. Член КПВ.

Помер 7 лютого 2013 року в Єревані.